# Jogbahn
Jogbahn är en klan i Liberia.   Den ligger i regionen Grand Bassa County, i den centrala delen av landet, 130 km öster om huvudstaden Monrovia.